# متمم پانزدهم قانون اساسی ایالات متحده آمریکا

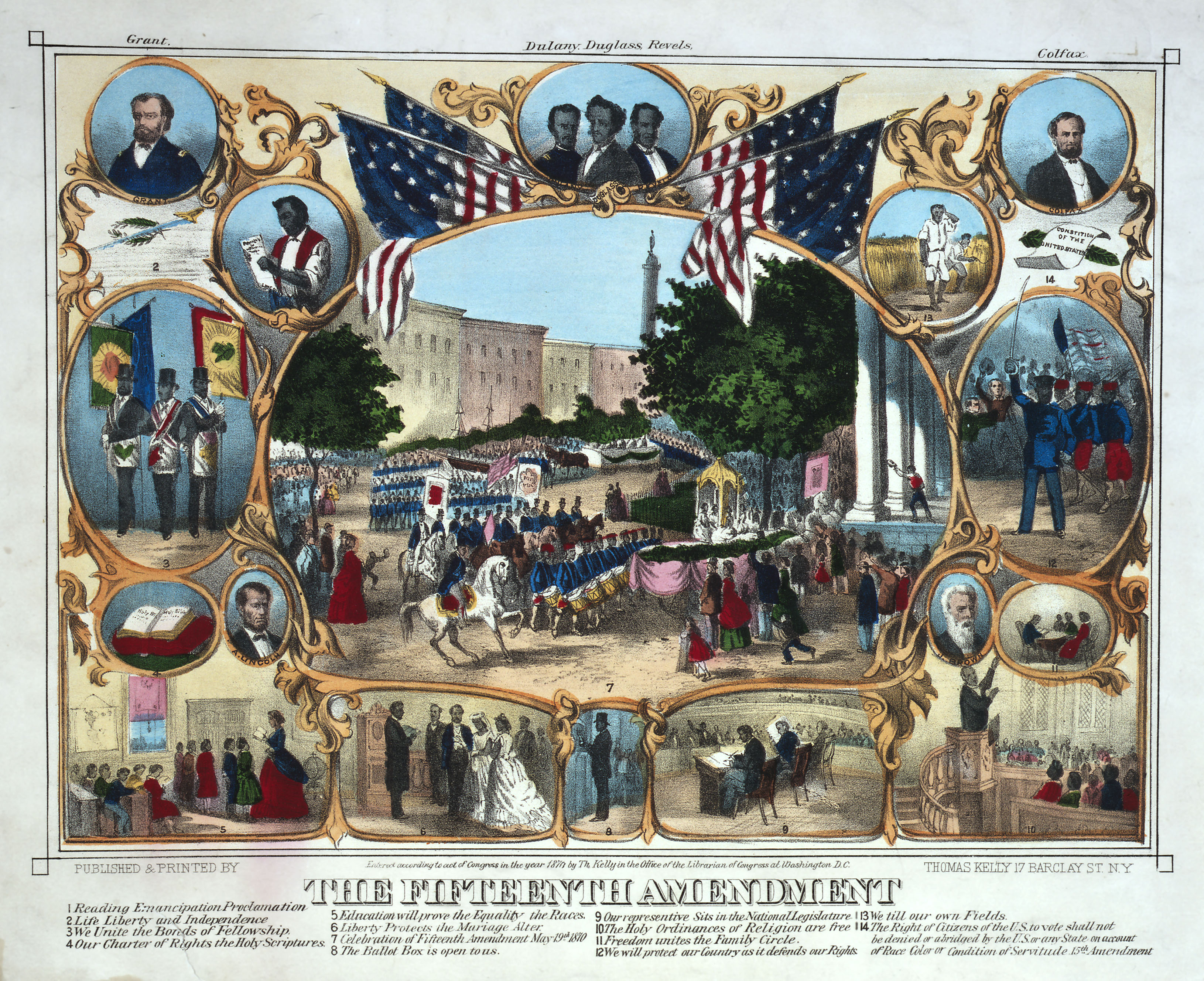
جشن بمناسبت تصویب لایحه متمم پانزدهم.

متمم پانزدهم قانون اساسی ایالات متحده (به انگلیسی: Fifteenth Amendment to the United States Constitution) مصوبه ۳ فوریه سال ۱۸۷۰ کنگره آمریکا، از قوانین مهم آمریکا است. این متمم در باب مورد گسترش حق رأی به کلیه شهروندان فارغ از رنگ و نژاد می‌باشد.
در سال‌های پایانی جنگ داخلی آمریکا و دوران بازسازی پس از آن، کنگره بارها دربارهٔ حقوق میلیون‌ها برده سیاه‌پوست سابق بحث کرد. تا سال ۱۸۶۹، اصلاحیه‌هایی برای لغو برده‌داری و ارائه شهروندی و حمایت برابر تحت قوانین به تصویب رسید، اما انتخاب اولیس اس. گرانت به ریاست جمهوری در سال ۱۸۶۸ اکثریت جمهوری‌خواهان را متقاعد کرد که حمایت از حق رای رای‌دهندگان مرد سیاه‌پوست برای مردم مهم است. آینده حزب در ۲۶ فوریه ۱۸۶۹، کنگره پس از رد نسخه‌های گسترده‌تر اصلاحیه حق رأی، اصلاحیه‌ای مصالحه‌آمیز را پیشنهاد کرد که محدودیت‌های حق رای را بر اساس نژاد، رنگ، یا بندگی قبلی ممنوع می‌کرد. پس از زنده ماندن از یک مبارزه دشوار تصویب، این متمم به عنوان به موقع تصویب شده و بخشی از قانون اساسی در ۳۰ مارس ۱۸۷۰ تأیید شد.
تصمیمات دیوان عالی ایالات متحده در اواخر قرن نوزدهم این اصلاحیه را به صورت محدود تفسیر کردند. از سال ۱۸۹۰ تا ۱۹۱۰، ایالت‌های جنوبی قوانین اساسی ایالتی جدیدی را تصویب کردند و قوانینی را وضع کردند که موانعی را برای ثبت نام رای‌دهندگان ایجاد کرد. این امر باعث شد که اکثر رای‌دهندگان سیاه‌پوست و بسیاری از سفیدپوستان فقیر به دلیل مالیات‌های نظرسنجی و آزمون‌های سواد تبعیض آمیز از حق رای محروم شوند، از جمله موانع دیگر برای رای دادن، که رای‌دهندگان مرد سفیدپوست طبق بند پدربزرگ از آن معاف شدند. سیستم انتخابات مقدماتی سفیدپوستان و ارعاب خشونت‌آمیز توسط گروه‌های سفیدپوست نیز مشارکت سیاه‌پوستان را سرکوب کرد.
در قرن بیستم، دادگاه شروع به تفسیر گسترده‌تر اصلاحیه کرد، و بندهای پدربزرگ را در Guinn v. حق رای بیشتر در اصلاحیه نوزدهم (حق رای برای زنان) و اصلاحیه بیست و چهارم (ممنوع کردن مالیات بر صندوق در انتخابات فدرال) در قانون اساسی گنجانده شد. قانون حقوق رای در سال ۱۹۶۵ نظارت فدرال بر انتخابات در حوزه‌های قضایی تبعیض آمیز را فراهم کرد، آزمون‌های سوادآموزی و دستگاه‌های تبعیض آمیز مشابه را ممنوع کرد و راه حل‌های قانونی را برای افرادی که از تبعیض رأی‌گیری متأثر شده بودند ایجاد کرد. دادگاه همچنین مالیات‌های نظرسنجی در انتخابات ایالتی را بر اساس اصلاحیه چهاردهم در هیئت انتخابات ایالتی هارپر علیه ویرجینیا (۱۹۶۶) خلاف قانون اساسی تشخیص داد.

## متن متمم
بخش ۱. حق رأی شهروندان ایالات متحده توسط ایالات متحده یا هیچ ایالتی به دلیل نژاد، رنگ، یا شرایط قبلی خدمت انکار یا کوتاه نخواهد شد.
بخش ۲. کنگره قدرت اجرای این ماده را با قوانین مناسب خواهد داشت.

## پیش زمینه
در سال‌های پایانی جنگ داخلی آمریکا و دوران بازسازی پس از آن، کنگره بارها دربارهٔ حقوق برده‌های سیاه‌پوست سابق که با اعلامیه رهایی ۱۸۶۳ و متمم سیزدهم ۱۸۶۵ آزاد شده بودند، بحث کرد، که دومی به‌طور رسمی برده‌داری را لغو کرده بود. با این حال، پس از تصویب اصلاحیه سیزدهم توسط کنگره، جمهوری خواهان نسبت به افزایشی که این متمم در کنگره ایالت‌های جنوبی تحت تسلط دموکرات‌ها ایجاد می‌کرد، نگران شدند. از آنجا که جمعیت کامل بردگان آزاد شده به جای سه پنجمی که توسط مصالحه سه پنجم قبلی تعیین شده بود، اکنون شمارش می‌شود، ایالت‌های جنوبی قدرت خود را در مجلس نمایندگان مبتنی بر جمعیت افزایش می‌دهند. جمهوری خواهان امیدوار بودند که این مزیت را با جذب و حفاظت از آرای جمعیت سیاهپوست تازه رای گرفته شده جبران کنند.
در سال ۱۸۶۵، کنگره قانونی را تصویب کرد که به قانون حقوق مدنی ۱۸۶۶ تبدیل شد، که شهروندی را بدون توجه به نژاد، رنگ، یا شرایط قبلی برده داری یا بندگی غیرارادی تضمین می‌کرد. این لایحه همچنین مزایای مساوی و دسترسی به قانون را تضمین می‌کرد که حمله مستقیم به کدهای سیاه تصویب شده توسط بسیاری از ایالت‌های جنوبی پس از جنگ بود. کدهای سیاه تلاش کردند تا بردگان سابق را به چیزی شبیه به شرایط قبلی خود بازگردانند، از جمله، محدودیت حرکت آنها، مجبور کردن آنها به انعقاد قراردادهای یک ساله کار، منع آنها از داشتن سلاح گرم، و با جلوگیری از شکایت یا شهادت آنها. در دادگاه. اگرچه میانه‌روها در کنگره به شدت از آن خواسته بودند که این لایحه را امضا کنند، رئیس‌جمهور جانسون آن را در ۲۷ مارس ۱۸۶۶ وتو کرد. او در پیام وتوی خود با این اقدام مخالفت کرد زیرا در زمانی که ۱۱ ایالت از ۳۶ ایالت فاقد نمایندگی بودند، به این اقدام اعتراض کرد زیرا این قانون به آزادگان شهروندی اعطا می‌کرد. در کنگره، و اینکه به نفع آمریکایی‌های آفریقایی‌تبار و علیه سفیدپوستان تبعیض قائل شد. سه هفته بعد، وتوی جانسون لغو شد و این اقدام به قانون تبدیل شد. این اولین بار در تاریخ آمریکا بود که کنگره توانست آرای لازم برای لغو وتوی ریاست جمهوری را جمع‌آوری کند. با وجود این پیروزی، حتی برخی از جمهوری خواهان که از اهداف قانون حقوق مدنی حمایت کرده بودند، شروع به تردید کردند که کنگره دارای قدرت قانون اساسی برای تبدیل آن اهداف به قوانین است. این تجربه هم جمهوری‌خواهان رادیکال و هم میانه‌رو را تشویق کرد تا به جای تکیه بر اکثریت‌های سیاسی موقت، به دنبال تضمین‌های قانون اساسی برای حقوق سیاه‌پوستان باشند.
در ۱۸ ژوئن ۱۸۶۶، کنگره اصلاحیه چهاردهم را تصویب کرد که تابعیت و حمایت برابر طبق قوانین را بدون توجه به نژاد تضمین می‌کرد و آن را برای تصویب به ایالت‌ها فرستاد. پس از یک مبارزه تلخ که شامل تلاش برای لغو تصویب توسط دو ایالت بود، اصلاحیه چهاردهم در ۲۸ ژوئیه ۱۸۶۸ به تصویب رسید.
بخش ۲ از متمم چهاردهم، هر دولتی را که شهروندان مرد بالای ۲۱ سال را از حق رای محروم کند، با کاهش نمایندگی در مجلس نمایندگان مجازات می‌کند. با ناکامی در اتخاذ مجازات شدیدتر، این امر به ایالت‌ها نشان داد که آنها همچنان از حق محروم کردن از دسترسی به رأی بر اساس نژاد برخوردار هستند. ایالت‌های شمالی معمولاً به اندازه ایالت‌های جنوبی از اعطای حق رأی به سیاه پوستان مخالف بودند. در سال تصویب آن، تنها هشت ایالت شمالی به سیاهان اجازه رای دادن دادند. در جنوب، سیاه پوستان توانستند در بسیاری از مناطق رای دهند، اما تنها از طریق مداخله ارتش اتحادیه اشغالگر. قبل از اینکه کنگره با تصویب قانون حق رای سرزمینی در ۱۰ ژانویه ۱۸۶۷ (منبع: کنگره گلوب، کنگره ۳۹، جلسه دوم، صفحات ۳۸۱–۸۲)، به سیاه‌پوستان در سرزمین‌ها حق رأی اعطا کند. حق رای در ناحیه کلمبیا در ۸ ژانویه ۱۸۶۷.

## پیشنهاد و تصویب

### پیشنهاد
جمهوری‌خواهان با پیش‌بینی افزایش اعضای دموکرات‌ها در کنگره بعدی، از جلسه بی‌تفاوت چهلمین کنگره ایالات متحده برای تصویب اصلاحیه‌ای برای حمایت از حق رأی سیاه‌پوستان استفاده کردند. نماینده جان بینگهام، نویسنده اصلی اصلاحیه چهاردهم، بر ممنوعیت گسترده محدودیت‌های حق رأی تأکید کرد، اما پیشنهاد گسترده‌تری مبنی بر ممنوعیت محدودیت رأی دهندگان بر اساس «نژاد، رنگ، زادگاه، دارایی، تحصیلات، یا اعتقادات مذهبی» بود. رد شد. پیشنهادی برای ممنوعیت ویژه آزمون‌های سوادآموزی نیز رد شد. برخی از نمایندگان شمال، جایی که بومی‌گرایی نیروی اصلی بود، مایل بودند محدودیت‌هایی را حفظ کنند که حق رای را برای شهروندان خارجی‌تولد رد می‌کرد، مانند نمایندگان غرب، جایی که چینی‌های قومی از رای دادن منع شدند. جمهوری خواهان جنوبی و شمالی همچنین می‌خواستند به انکار موقت رای به جنوبی‌هایی که برای حمایت از کنفدراسیون محروم شده بودند ادامه دهند، و آنها نگران بودند که تأیید گسترده حق رای این گروه را از حق رای برخوردار کند.
کمیته کنفرانس مجلس نمایندگان و سنا متن نهایی اصلاحیه را پیشنهاد کردند که محدودیت رای‌دهندگان را فقط بر اساس «نژاد، رنگ، یا شرایط قبلی بندگی» ممنوع می‌کرد. مالیات‌های رأی‌گیری یا سایر اقدامات برای جلوگیری از رأی‌گیری، و حق سیاه پوستان را برای تصدی پست تضمین نمی‌کند. این پیشنهاد مصالحه توسط مجلس در ۲۵ فوریه ۱۸۶۹ و سنا روز بعد تصویب شد.
رای مجلس ۱۴۴ در مقابل ۴۴ رای بود و ۳۵ رای رای ندادند. رای مجلس تقریباً به‌طور کامل در امتداد خطوط حزبی بود و هیچ دموکراتی از این لایحه حمایت نکرد و تنها ۳ جمهوری‌خواه علیه آن رای دادند، برخی به این دلیل که فکر می‌کردند این اصلاحیه به اندازه کافی در حمایت از آن پیش نمی‌رود. مجلس نمایندگان این اصلاحیه را تصویب کرد که ۱۴۳ جمهوری‌خواه و یک جمهوری‌خواه محافظه‌کار رای «آری» دادند و ۳۹ دموکرات، سه جمهوری‌خواه، یک جمهوری‌خواه مستقل و یک محافظه‌کار به «نه» رأی دادند. ۲۶ جمهوری‌خواه، هشت دموکرات، و یک جمهوری‌خواه مستقل رای ندادند. رای نهایی در سنا ۳۹ به ۱۳ بود و ۱۴ رای رای ندادند. مجلس سنا این اصلاحیه را تصویب کرد و ۳۹ جمهوری‌خواه به «آری» و هشت دموکرات و پنج جمهوری‌خواه به «نه» رأی دادند. ۱۳ جمهوری‌خواه و یک دموکرات رای ندادند. برخی از جمهوری خواهان رادیکال، مانند سناتور ماساچوست، چارلز سامنر، از رای دادن خودداری کردند زیرا این اصلاحیه آزمون‌های سوادآموزی و مالیات‌های نظرسنجی را ممنوع نمی‌کرد. پس از تصویب کنگره، اصلاحیه پیشنهادی سپس توسط وزیر امور خارجه ویلیام هنری سوارد برای تصویب یا رد به ایالت‌ها ارسال شد.

### تصویب
اگرچه بسیاری از پیشنهادات اولیه برای اصلاحیه توسط مذاکرات در کمیته تعدیل شده بود، با این وجود پیش نویس نهایی با موانع قابل توجهی برای تصویب توسط سه چهارم ایالت‌ها مواجه بود. مورخ ویلیام ژیلت در مورد این فرایند نوشت: «پیشرفت سخت بود و نتیجه تا پایان نامشخص بود.»
یکی از منابع مخالفت با اصلاحیه پیشنهادی، جنبش حق رای زنان بود که قبل و در طول جنگ داخلی با جنبش الغا گرایی مشترک بود. با این حال، با تصویب اصلاحیه چهاردهم، که صراحتاً از شهروندان مرد در بخش دوم خود حمایت می‌کرد، فعالان حقوق مدنی زنان را از حقوق سیاه پوستان جدا کردند. با پیشنهاد متمم پانزدهم که تبعیض نژادی را ممنوع می‌کرد اما تبعیض جنسیتی را در قوانین رأی دهندگان ممنوع می‌کرد، مسائل به اوج رسید. پس از یک بحث سخت، انجمن حقوق برابر آمریکا، گروه پیشرو حق رأی در کشور، به دو سازمان رقیب تقسیم شد: انجمن ملی حق رأی زنان سوزان بی آنتونی و الیزابت کدی استانتون، که مخالف این اصلاحیه بودند، و انجمن حق رأی زنان آمریکایی لوسی استون و هنری براون بلکول که از آن حمایت کردند. این دو گروه تا سال ۱۸۹۰ تقسیم شدند.